# معركة لودي
معركة لودي هي معركة وقعت قرب لودي يوم 10 مايو 1796 بين الفرنسيين بقيادة نابليون والنمساويين بقيادة كارل فيليب سيبوتندورف.